# Libanonska državljanska vojna
Libanonska državljanska vojna je bila državljanska vojna, ki je potekala na območju Libanona med letoma 1975 in 1990; glavni vzrok za vojno je bila medverska napetost med krščanskim in muslimanskim delom prebivalstva, potem pa so ta spopad izrabile tudi sosednje države (Sirija in Izrael) za medsebojne obračune preko posrednikov.
Leta 1976 je bila vojna za nekaj časa prekinjena zaradi srečanja Arabske lige in navzočnosti sirskih oboroženih sil, nakar so se sovražnosti ponovno začele, predvsem v južnem Libanonu, ki ga je najprej okupirala Palestinska osvobodilna organizacija (PLO), nato pa izraelske oborožene sile. 
Med drugimi vzroki za začetek vojne so tudi: umik evropskih kolonizacijskih sil z Bližnjega vzhoda, vzpon arabskega nacionalizma, spor v samem Libanonu glede državne nacionalne identitete, arabsko-izraelske vojne in Črni september v Jordaniji leta 1970 ter temu sledeč prihod palestinskih borcev v Libanon.